# Willem VIII van Aquitanië
Willem VIII van Aquitanië (1023 – Chizé, 25 september 1086) was de tweede zoon van Willem V van Aquitanië en diens derde echtgenote Agnes van Mâcon. Oorspronkelijk heette hij Godfried (soms ook Guy genoemd). Hij volgde zijn broer Pieter, die zich Willem VII noemde, op als hertog in Aquitanië en nam daarbij de naam Willem aan. Als graaf van Poitiers was hij Willem VI.
Onder zijn broer Willem VII had Willem VIII al een aandeel in het bestuur. In 1039 werd hij hertog van Gascogne onder zijn broer, en in 1044 ook graaf van Bordeaux en Agen. In 1052 volgde hij zijn overleden broer op, die alleen dochters had. Willem voerde een politiek die was gebaseerd op bondgenootschap met de christelijke Spaanse koninkrijken. Ook gaf hij grote schenkingen aan een aantal kloosters. In 1060 moest Willem Bordeaux verdedigen tegen graaf Willem IV van Toulouse. Willem verwierf in 1062 Saintes en de Saintonge en stelde daar een provoost aan. In 1063 onderwierp hij de graaf van Armagnac en leidde hij de Franse en Italiaanse toepen die in een kruistocht Barbastro veroverden op de Moren. Willem stelde in 1075 Pierre Bridier aan als Seneschalk in voor het hertogdom Aquitanië.
Zijn derde vrouw, Hildegarde, was een nicht in de vierde graad. Paus Gregorius VII eiste hun scheiding, maar stond een vrijstelling toe nadat Willem zijn zaak in Rome had bepleit. Dit betekende dat hun zoons een wettige status kregen. Willem VIII liet als dank in Poitiers een abdij bouwen, gewijd aan Sint Jan de Evangelist droeg die over aan Cluny. Willem is in deze abdij begraven.
Willem was gehuwd met:
- Anna (-1058), dochter van graaf Adelbert II van Périgord en weduwe van graaf Odo van Bordeaux. Zij kregen een dochter:
  - Agnes (1052-1077), in 1069 gehuwd met Alfonso VI van Castilië (1036-1109)
- Mathilde (-1069), dochter van graaf Bernard van Périgord, in 1068 verstoten wegens onvruchtbaarheid
- Hildegarde. Willem en Hildegarde kregen de volgende kinderen:
  - Willem IX (1071-1126)
  - Hugo (1075 - na 1126)
  - Agnes (-1097), in 1096 gehuwd met Peter I van Aragón (1069-1104).
  - mogelijk Beatrix (1075-1110), in 1108 gehuwd met Alfonso VI van Castilië-León (1036-1109)

## Voorouders
| Voorouders van Willem VIII van Aquitanië | Voorouders van Willem VIII van Aquitanië                               | Voorouders van Willem VIII van Aquitanië                               | Voorouders van Willem VIII van Aquitanië                           | Voorouders van Willem VIII van Aquitanië                           | Voorouders van Willem VIII van Aquitanië                                 | Voorouders van Willem VIII van Aquitanië                                 | Voorouders van Willem VIII van Aquitanië                                 | Voorouders van Willem VIII van Aquitanië                                 |
| ---------------------------------------- | ---------------------------------------------------------------------- | ---------------------------------------------------------------------- | ------------------------------------------------------------------ | ------------------------------------------------------------------ | ------------------------------------------------------------------------ | ------------------------------------------------------------------------ | ------------------------------------------------------------------------ | ------------------------------------------------------------------------ |
| Overgrootouders                          | Willem III van Aquitanië (910-963) ∞ Gerloc van Normandië (917-na 969) | Willem III van Aquitanië (910-963) ∞ Gerloc van Normandië (917-na 969) | Theobald I van Blois (905-978) ∞ Liutgard van Vermandois (914-978) | Theobald I van Blois (905-978) ∞ Liutgard van Vermandois (914-978) | Adelbert I van Ivrea (932-971) ∞ Gerberga van Dijon (940-991)            | Adelbert I van Ivrea (932-971) ∞ Gerberga van Dijon (940-991)            | Ragenold van Roucy (905-967) ∞ Alberada van Lotharingen (ca.930-973)     | Ragenold van Roucy (905-967) ∞ Alberada van Lotharingen (ca.930-973)     |
| Grootouders                              | Willem IV van Aquitanië (937-995) ∞ Emma van Blois (950-1003)          | Willem IV van Aquitanië (937-995) ∞ Emma van Blois (950-1003)          | Willem IV van Aquitanië (937-995) ∞ Emma van Blois (950-1003)      | Willem IV van Aquitanië (937-995) ∞ Emma van Blois (950-1003)      | Otto Willem van Bourgondië (962-1026) ∞ Ermentrudis van Roucy (959-1004) | Otto Willem van Bourgondië (962-1026) ∞ Ermentrudis van Roucy (959-1004) | Otto Willem van Bourgondië (962-1026) ∞ Ermentrudis van Roucy (959-1004) | Otto Willem van Bourgondië (962-1026) ∞ Ermentrudis van Roucy (959-1004) |
| Ouders                                   | Willem V van Aquitanië (969-1030) ∞ Agnes van Mâcon (995-1068)         | Willem V van Aquitanië (969-1030) ∞ Agnes van Mâcon (995-1068)         | Willem V van Aquitanië (969-1030) ∞ Agnes van Mâcon (995-1068)     | Willem V van Aquitanië (969-1030) ∞ Agnes van Mâcon (995-1068)     | Willem V van Aquitanië (969-1030) ∞ Agnes van Mâcon (995-1068)           | Willem V van Aquitanië (969-1030) ∞ Agnes van Mâcon (995-1068)           | Willem V van Aquitanië (969-1030) ∞ Agnes van Mâcon (995-1068)           | Willem V van Aquitanië (969-1030) ∞ Agnes van Mâcon (995-1068)           |
| Willem VIII van Aquitanië (1023-1086)    |                                                                        |                                                                        |                                                                    |                                                                    |                                                                          |                                                                          |                                                                          |                                                                          |